# Wądroże Wielkie
Pour la gmina, voir Wądroże Wielkie (gmina).
Wądroże Wielkie est une localité polonaise et siège de la gmina de Wądroże Wielkie, située dans le powiat de Jawor en voïvodie de Basse-Silésie.